# Eriosema pseudodistinctum
Eriosema pseudodistinctum är en ärtväxtart som beskrevs av Bernard Verdcourt. Eriosema pseudodistinctum ingår i släktet Eriosema och familjen ärtväxter. Inga underarter finns listade i Catalogue of Life.